# Ожегова, Анисья Павловна
Анисья Павловна Ожегова (1907, Вятский уезд, Вятская губерния — 28 марта 1984, Сибай, Башкортостан) — звеньевая колхоза «Красный Октябрь» Вожгальского (Кумёнского) района Кировской области. Герой Социалистического Труда.

## Биография
Родилась 29 декабря в 1907 году в деревне Спирихин Починок.
Образование — начальное.
Трудовую деятельность начала в 1921 г. в Вятке прислугой у купца Никулина. В 1923 г. вернулась в родную деревню Спирихин Починок, была батрачкой у богатого крестьянина Ожегова. В 1925—1930 гг. трудилась в хозяйстве родителей. С 1930 г. работала колхозницей, заведующей столовой, заведующей овцеводческой фермой, звеньевой по выращиванию картофеля в колхозе «Красный Октябрь» (с. Вожгалы Кировской области).
Возглавляемый ею коллектив, используя передовую технологию возделывания и соблюдая агротехнику выращивания картофеля, ежегодно добивался высоких производственных показателей.
За получение в 1948 г. рекордного урожая картофеля — по 514,3 центнера с гектара на площади 6 гектаров — Указом Президиума Верховного Совета СССР от 23 июня 1949 г. А. П. Ожеговой присвоено звание Героя Социалистического Труда.
В 1962 году вышла на пенсию и жила в Сибае.
Умерла 28 марта 1984 года, похоронена на Старом кладбище города Сибай.

## Награды
- Герой Социалистического Труда (орден Ленина и медаль «Серп и Молот»; 23.6.1949)
- орден Трудового Красного Знамени.

## Комментарии
1. ↑  Деревня Спирихин Починок, относившаяся к Вожгальской волости Вятского уезда, в последующем входила в состав Воробьёвского сельсовета Вожгальского района; не сохранилась, ныне — территория Кумёнского района Кировской области[1].